# Mary Ryan
Mary Bridget Ryan (geborene Carey, * 31. Januar 1898 im County Tipperary; † 8. Februar 1981) war eine irische Politikerin der Fianna Fáil, die zwischen 1944 und 1961 Teachta Dála (Abgeordnete) des Unterhauses (Dáil Éireann) im Oireachtas war.

## Leben
Ryan war die Ehefrau des Landwirts und Politikers Martin Ryan (1900–1943), der von 1933 bis zu seinem Tod Abgeordneter im Dáil war, und mit dem sie neun Kinder hatte. Nach seinem Tod trat Mary Ryan bei den Wahlen 1944 im Wahlkreis Tipperary an und zog unmittelbar in den Dáil Éireann ein. Sie konnte ihren Sitz bei den Wahlen 1948, dann im Wahlkreis Tipperary North, verteidigen und auch bei den nachfolgenden Wahlen 1951, 1954 und 1957 halten. Erst bei den Wahlen 1961 verlor sie ihren Sitz. Bei den folgenden Wahlen trat sie dann nicht mehr an.